# Медневиці (Лодзинське воєводство)
Медневиці (пол. Miedniewice) — село в Польщі, у гміні Скерневиці Скерневицького повіту Лодзинського воєводства.
Населення — 979 осіб (2011).
У 1975-1998 роках село належало до Скерневицького воєводства.

## Демографія
Демографічна структура станом на 31 березня 2011 року:
|          | Загалом | Допрацездатний вік | Працездатний вік | Постпрацездатний вік |
| -------- | ------- | ------------------ | ---------------- | -------------------- |
| Чоловіки | 469     | 100                | 323              | 46                   |
| Жінки    | 510     | 92                 | 298              | 120                  |
| Разом    | 979     | 192                | 621              | 166                  |